# Oderisio de Marsi
Oderisio de Marsi (zm. 2 grudnia 1105) – włoski benedyktyn i kardynał, opat Monte Cassino. W zakonie benedyktyńskim czczony jako błogosławiony (wspomnienie 2 grudnia), choć nigdy nie doszło do oficjalnego potwierdzenia jego kultu przez Stolicę Apostolską.
Oderisio pochodził z rodu hrabiów Marsi. Wstąpił do zakonu benedyktynów na Monte Cassino za czasów opata Richerio (1038–55). W 1059 papież Mikołaj II na konsystorzu celebrowanym w Acerra wyświęcił go na „diakona Pałacu Apostolskiego” (tj. kardynała-diakona). Był bliskim współpracownikiem kardynała-opata Desiderio (1059–87, przyszłego papieża Wiktora III 1087) i w październiku 1079 sprawował funkcję prepozyta opactwa Monte Cassino. We wrześniu 1087 został wybrany na następcę Desiderio na stanowisku opata.
W marcu 1088 Oderisio uczestniczył w wyborze papieża Urbana II jako reprezentant wszystkich kardynałów-diakonów. Krótko po tej elekcji Urban II promował go do rangi kardynała-prezbitera, nadając mu prawdopodobnie kościół tytularny S. Cecilia. W okresie schizmy antypapieża Klemensa III (1080–1100) Oderisio pozostał lojalny wobec Urbana II i w marcu 1093 towarzyszył mu podczas obrad synodu w Troia, ale starał się utrzymywać także poprawne relacje z cesarzem Henrykiem IV, głównym protektorem antypapieża. Około 1091 pośredniczył w kontaktach między Urbanem II a królem węgierskim Władysławem I, a w czerwcu 1098 podejmował delegację cesarza bizantyńskiego Aleksego, z którym uprzednio korespondował. Również z kolejnym papieżem Paschalisem II pozostawał w serdecznych stosunkach: jesienią 1100 gościł go w swoim opactwie, a w latach 1101–05 otrzymał od niego trzy przywileje na rzecz Monte Cassino. W 1102/3 mediował w konflikcie między Paschalisem II a kardynałem Bruno z Segni.
Oderisio zmarł w opinii świętości i został pochowany na Monte Casino.